# Моро, Леон
Леон Моро (фр. Léon Moreaux; 1862—1921) — французский стрелок, трёхкратный призёр летних Олимпийских игр 1900 и двукратный чемпион мира.

## Летние Олимпийские игры 1900
На Играх в Париже Моро участвовал в соревнованиях по стрельбе из пистолета и винтовки. В одиночном пистолетном состязании он занял 7-е место, набрав 435 очков. В командном его сборная заняла второе место, выиграв серебряные медали. В стрельбе из скоростного пистолета он занял второе место, выиграв ещё одну серебряную награду.
В винтовочной стрельбе стоя Моро занял 17-е место с 269 очками, с колена 17-ю позицию с 286 баллами, и лёжа 4-е место с 325 очками. В стрельбе из трёх позиций, в которой все ранее набранные очки складывались, он стал 11-м. В командном состязании его сборная стала третьей, выиграв бронзовые медали.

## Летние Олимпийские игры 1906
На неофициальных Играх в Афинах, Моро выиграл пять медалей. Он выиграл соревнования по стрельбе из дуэльного пистолета на 20 метров и из армейской винтовки на 200 метров. Он получил серебряную награду в скоростной стрельбе на 25 метров и бронзу в стрельбе из произвольной винтовки с любой позиции и командном состязании среди команд. Однако эти медали не признаются МОКом, и они не считаются официальными.

## Летние Олимпийские игры 1908
На Играх 1908 в Лондоне Моро занял 39-е место в стрельбе из винтовки на 1000 ярдов, набрав 67 очков. В индивидуальном пистолетном состязании он стал 17-м с 438 очками. В командном соревновании по стрельбе из пистолета его сборная заняла четвёртое место.

## Чемпионаты мира
Моро стал чемпионом мира на соревнованиях 1898 в Риме в стрельбе из винтовки лёжа и среди команд. Также, на многих чемпионатах он становился призёром, получив в итоге 4 серебряные и 14 бронзовых медалей.